# Wolfgang Sünkel
Wolfgang Sünkel (* 22. Januar 1934 in Detmold; † 29. März 2011 in Erlangen) war ein deutscher Erziehungswissenschaftler, der an der Universität Erlangen gelehrt hat. Sünkel war bedeutender pädagogischer Grundlagenforscher und besonders um eine strenge Theoriebildung bemüht.

## Leben und Werk
Wolfgang Sünkel war ein Sohn von Wilhelm Sünkel, einem Lehrer, der vielgelesene Gedichtsammlungen für den Gymnasialgebrauch (Der goldene Nachen, Der Dom) herausgegeben hat. Nach dem Abitur 1954 hat Sünkel Philosophie, Pädagogik, Germanistik und evangelische Theologie studiert, zunächst in Marburg, dann in Basel und in Münster. Zu seinen akademischen Lehrern zählten Julius Ebbinghaus, Karl Jaspers, Walter Muschg, Joachim Ritter und Wilhelm Flitner. Sein Studium schloss Sünkel an der Universität Münster mit dem ersten Staatsexamen für das Lehramt an höheren Schulen ab. Im Anschluss promovierte er bei dem Pädagogen Ernst Lichtenstein mit einer Arbeit über Friedrich Schleiermachers Theorie der Erziehungskunst (1962). 1970 folgte, immer noch an der Universität Münster, die Habilitation. Vom Sommersemester 1971 bis 2002 hatte Sünkel an der Universität Erlangen einen Lehrstuhl für Pädagogik inne.
Zu Wolfgang Sünkels herausragenden Leistungen zählt das grundlegende Nachdenken über Erziehung, die er im Spannungsfeld von Lehrer, Schüler und Unterrichtsgegenstand beschrieben hat.

## Schriften (Auswahl)
- Friedrich Schleiermachers Begründung der Pädagogik als Wissenschaft. A. Henn, Ratingen bei Düsseldorf 1962 (Dissertation).
- Zur Entstehung der Pädagogik in Deutschland. Studien über die philanthropische Erziehungsrevision. Münster 1970 (Habilitationsschrift, unveröffentlicht).
- Centaurus. Reden über Humanismus und Anthropologie. Sendler, Frankfurt 1983, ISBN 3-88048-063-X.
- Im Blick auf Erziehung. Reden und Aufsätze. J. Klinkhardt, Bad Heilbrunn 1994, ISBN 978-3-7815-0762-3.
- Phänomenologie des Unterrichts: Grundriss der theoretischen Didaktik. Juventa, Weinheim 1996, ISBN 978-3-7799-1252-1.
- Erziehungsbegriff und Erziehungsverhältnis (= Allgemeine Theorie der Erziehung. Band 1). Juventa, Weinheim 2010, ISBN 978-3-7799-1269-9 (Der geplante Band 2 über Erziehungsprozess und Erziehungsfeld ist ungeschrieben geblieben).